# العرق والإثنية في الدوري الأمريكي لكرة السلة

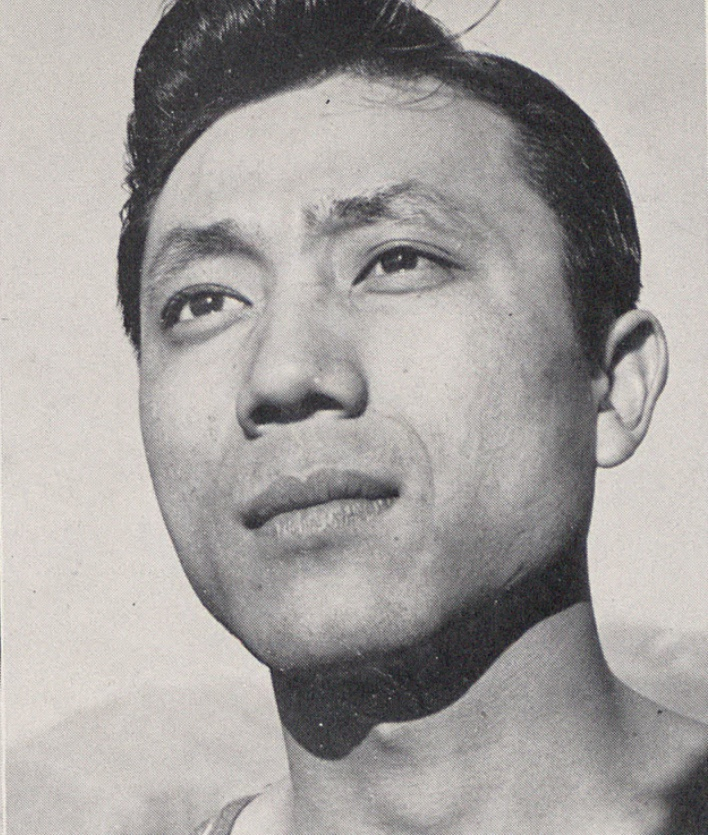
حطم لاعب خط الوسط الأمريكي الآسيوي وات ميساكا حاجز اللون في كرة السلة باعتباره أول لاعب غير أبيض يلعب في الدوري الأميركي للمحترفين لكرة السلة في عام 1947.

لقد تغير تكوين العرق والانتماء العرقي في رابطة كرة السلة الوطنية (إن بي أي) على مدار تاريخ الدوري. كان أول لاعب غير أبيض يلعب في الدوري هو الأمريكي الآسيوي، وات ميساكا، في عام 1947. انضم الأمريكيون من أصل أفريقي إلى الدوري بداية من عام 1950. وبحسب ناشط المساواة العرقية ريتشارد لابتشيك [الإنجليزية]، فإن الدوري الأميركي للمحترفين لكرة السلة في عام 2023 كان يتألف من 70.4 في المائة من اللاعبين السود، و17.5 في المائة من اللاعبين البيض، و2.2 في المائة من اللاعبين اللاتينيين من أي عرق، و0.2 في المائة من اللاعبين الآسيويين. بالإضافة إلى ذلك، تم تصنيف 9.7 بالمائة من اللاعبين على أنهم من أعراق متعددة أو من أعراق "أخرى". يضم الدوري أعلى نسبة من اللاعبين السود بين جميع الدوريات الرياضية الاحترافية الكبرى في الولايات المتحدة وكندا ‏.

## التاريخ

### اللاعبين

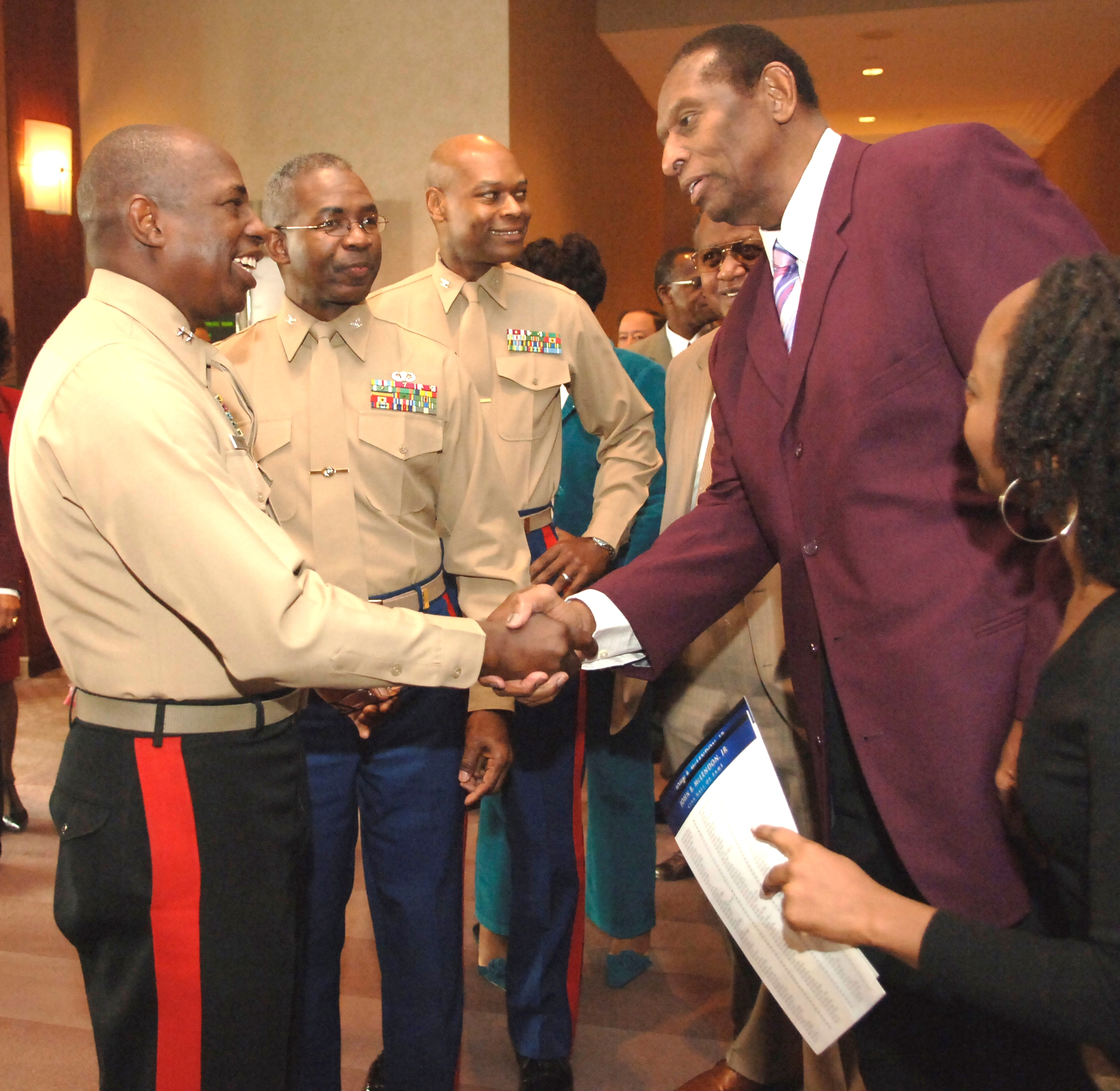
كان إيرل لويد (على اليمين) أول لاعب أمريكي من أصل أفريقي يلعب في دوري كرة السلة الأميركي للمحترفين في عام 1950.

تأسس الدوري الأميركي لكرة السلة للمحترفين في يونيو 1946، ولعب موسمه الأول في 1946–48. ظهر وات ميساكا لأول مرة في عام 1947–48 باعتباره أول لاعب غير أبيض وأول أمريكي من أصل آسيوي يلعب في الدوري.
ظهر الأمريكيون الأفارقة لأول مرة في إن بي أي في عام 1950.كان تشاك كوبر أول لاعب أسود يتم اختياره في إن بي أي. في 26 أبريل 1950، وقع هارولد هانتر [الإنجليزية] مع فريق واشنطن كابيتولز، ليصبح أول أمريكي من أصل أفريقي يوقع عقدًا مع أي فريق في إن بي أي في التاريخ. ومع ذلك، تم استبعاد هانتر من الفريق خلال معسكر التدريب ولم يلعب بشكل احترافي. في 24 مايو، كان ناثانيال ”سويت ووتر“ كليفتون ثاني لاعب أمريكي من أصل أفريقي يوقع عقدًا في إن بي أي. وكان إيرل لويد أول لاعب أمريكي من أصل أفريقي يلعب في إن بي أي كما لعب هانك ديزوني في ذلك العام. في عام 1953، أصبح دون باركسدال أول أمريكي من أصل أفريقي يلعب في مباراة كل النجوم في إن بي أي.
مع ظهور اللاعبين الأميركيين من أصل أفريقي بحلول ستينيات القرن العشرين، أصبحت لعبة كرة السلة في الدوري الأميركي للمحترفين تُلعب بشكل أسرع وفوق الحافة. وكان العديد من اللاعبين العظماء في الدوري من السود. في ذلك الوقت، اعتقد الأمريكيون من أصل أفريقي أنهم مقيدين بحصة غير رسمية للدوري تتكون من أربعة لاعبين سود لكل فريق.
كان البورتوريكي بوتش لي في عام 1978 أول لاتيني في الدوري. أصبح وانغ تشيتشي أول لاعب صيني في عام 2001. في عام 2010، أصبح جيريمي لين أول أمريكي من أصل صيني أو تايواني يلعب في الدوري الأميركي للمحترفين لكرة السلة.
في عام 2011، أفاد ريتشارد لابشيك ‏ من معهد التنوع والأخلاق في الرياضة [الإنجليزية] بجامعة سنترال فلوريدا في تقريرهم السنوي عن العرق والجنس أن 17% من لاعبي الدوري كانوا من البيض، وهو أدنى مستوى منذ بدء التقرير في عام 1990. لاعب قاعة المشاهير ورئيس عمليات كرة السلة في فريق إنديانا بيسرز لاري بيرد، وهو أبيض البشرة، صرح في عام 2004 أن الدوري يحتاج إلى المزيد من اللاعبين البيض لأن جماهير الدوري هم في الغالب من البيض. "وإذا كان لديك بضعة رجال بيض هناك، فقد تثير حماسهم [الجماهير، وليس الرجال] قليلاً. لكنها لعبة الرجال السود، وستظل كذلك إلى الأبد. أعني أن أعظم الرياضيين في العالم هم أمريكيون من أصل أفريقي"، قال بيرد.
وفي الآونة الأخيرة،[متى؟] أشار عدد من المعلقين والمشجعين إلى تناقص عدد اللاعبين الأمريكيين البيض في الدوري. وفي حين وجدت دراسة أجراها مركز معهد التنوع والأخلاق في الرياضة أن نسبة البيض في دوري كرة السلة الأميركي للمحترفين بلغت 18.3% في موسم 2015–16، فإن هذا الرقم شمل أيضا غير الأميركيين، وأبرزهم الأوروبيون. خلال موسم 1996–97 بأكمله، لم تضم سوى ثلاثة فرق من دوري كرة السلة الأميركي لاعباً أبيض اللون من مواليد أميركا؛ وفي اليوم الافتتاحي لموسم 2016–17، لم تضم ثمانية فرق لاعباً أميركياً أبيض اللون في قائمتها، ولم تضم عشرة فرق إضافية سوى لاعب أميركي واحد فقط. في النقطة الأخيرة من الزمن، كان أقل من 10 في المائة من لاعبي الدوري الأميركي للمحترفين من البيض المولودين في أمريكا (43 من أصل 450 لاعبًا محتملًا).
- أبيض
- أسود
- أسود لاتيني
- آسيوي
- أخرى

### المدربين
في عام 1966 أصبح بيل راسل أول مدرب رئيسي غير أبيض وأفريقي أمريكي في الدوري الأميركي للمحترفين لكرة السلة. في أواخر الثمانينيات، بدأت الفرق في توظيف مدربين سود بأعداد كبيرة. في موسم 2011–12، كان لدى الدوري 16 مدربًا رئيسيًا من ذوي البشرة الملونة ‏، بما في ذلك 14 مدربًا أسودًا، وهو أعلى عدد في الدوري آنذاك. في بداية موسم 2015–16، كان هناك سبعة مدربين رئيسيين من السود في الدوري، وهو عدد أقل بنسبة 50 في المائة عن السنوات الثلاث السابقة، وهو الأقل في 16 عامًا. في بداية موسم 2022–23، كان لدى الدوري الاميركي للمحترفين 15 مدربًا أسودًا وهو رقم قياسي، وهو ما يطابق أعلى رقم له وهو 16 مدربًا من ذوي البشرة الملونة.

### المُلّاك

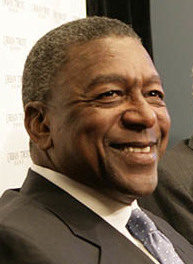
روبرت جونسون أصبح أول مالك لفريق كرة سلة ذو أغلبية سوداء في الدوري الأميركي للمحترفين لكرة السلة في عام 2004.

كان روبرت جونسون من فريق شارلوت بوبكاتس (المعروف الآن باسم شارلوت هورنتس) أول مالك فريق ذو أغلبية سوداء في الدوري الاميركي للمحترفين في عام 2004–05. وقد خلفه مالك فريق بوبكاتس في عامي 2010 و2011 أمريكي من أصل أفريقي آخر، وهو مايكل جوردان. في عامي 2013 و2014، شهد جوردان ومالك فريق ساكرامنتو كينجز، فيفيك راناديفي ‏، وهو هندي، المرة الأولى في تاريخ دوريات الرياضات الاحترافية الكبرى في الولايات المتحدة التي كان فيها اثنان من الملاك غير البيض في الدوري. ارتفع عدد فرق الدوري الأميركي للمحترفين لكرة السلة التي يملكها أغلبية من غير البيض إلى ثلاثة في سبتمبر/أيلول 2019 مع موافقة الدوري على شراء رجل الأعمال التايواني الكندي جوزيف تساي لحصة الروسي ميخائيل بروخوروف البالغة 51% في فريق بروكلين نتس. كانت تساي تمتلك في السابق حصة 49 في المائة في الفريق، بعد أن استحوذت على تلك الحصة من بروخوروف في عام 2018، ومارست خيار شراء الحصة المتبقية قبل تاريخ انتهاء صلاحيتها في عام 2021.

### التركيبة السكانية للمشاهدين
بين مشجعي الدوري الاميركي للمحترفين خلال موسم 2013–14، قضى الأمريكيون من أصل أفريقي (844 دقيقة) والأمريكيون من أصل آسيوي (719 دقيقة) معظم الوقت في مشاهدة الدوري، يليهم الهسبانيون (من أي عرق، 390 دقيقة) والبيض (290 دقيقة). علاوة على ذلك، وفقًا لمسح أجرته شركة نيلسن، فإن دوري كرة السلة الأميركي للمحترفين لديه أعلى نسبة من المشاهدين السود، حيث أن 45 في المائة من مشاهديه من السود و40 في المائة من المشاهدين من البيض، مما يجعله الرياضة الوحيدة الرائدة في أمريكا الشمالية التي لم يكن لديها جمهور أغلبية بيضاء.
خلال موسم 2016–17، كان 66 بالمائة من مشاهدي الدوري من الأقليات العرقية والإثنية. وبلغت نسبة جمهورها 47 بالمئة من السود، و34 بالمئة من البيض، و11 بالمئة من ذوي الأصول الإسبانية (من أي عرق)، و8 بالمئة من الآسيويين.
يدرس تيموثي ج. بايبر كيف تستخدم الرابطة الوطنية لكرة السلة الأمريكية للمحترفين في إعلاناتها فيديو رياضي من الأرشيف لإعطاء الانطباع بأن القضايا العرقية غير موجودة في الدوري، على الرغم من أنها موجودة. حاولت الرابطة الوطنية لكرة السلة الأمريكية للمحترفين إعادة تنشيط علامتها التجارية قبل عام 2007 نتيجة لمشكلات مثل تضاؤل الحضور الجماهيري وتقييمات البث. وعلى وجه الخصوص، أدخلت سياسة ”الملابس غير الرسمية الخاصة بالعمل“ للاعبين في عام 2005 كجزء من جهودها للنأي بنفسها عن جوانب ثقافة الهيب هوب. ارتبطت جهود الرابطة لحل مشكلة سقوطها الاقتصادي بهذا القانون الخاص بالملابس، والذي كان يهدف إلى إعادة تعريف الزي الرسمي للاعبين من أجل التجارة في إن بي أي، وفقًا لما ذكره مفوض رابطة كرة السلة الأمريكية للمحترفين آنذاك ديفيد ستيرن. وكان كل هذا من أجل تحسين صورة الدوري، ورحب بعض اللاعبين بهذه الفكرة. يشير المقال أيضًا إلى الحملة الإعلانية التي أطلقتها الرابطة الوطنية لكرة السلة الأمريكية لكرة السلة عام 2007، ”حيث يحدث المدهش“، والتي تضمنت لقطات أرشيفية وأشارت إلى تغيير في نهج العلامة التجارية للدوري. كان الهدف من هذه الحملة، التي مثلت تغييرًا عن الحملات السابقة، هو تصوير إن بي أي على أنه متنوع ولكن ”بلا عنصرية“.

## الملاحظات
1. ↑  بدأ لابشيك إعداد التقارير، المعروفة سابقًا باسم بطاقة التقرير العنصري، أثناء عمله مع مركز دراسة الرياضة في المجتمع في جامعة نورث إيسترن.[20][21]

1. ↑  تتعارض بعض المصادر وتدرج كليفتون كأول أمريكي من أصل أفريقي يوقع في الدوري الأمريكي للمحترفين.[5][11]

## للقراءة الإضافية
- Kalb، Elliot؛ Weinstein، Mark (2009). The 30 greatest sports conspiracy theories of all time: ranking sports' most notorious fixes, cover-ups, and scandals. Skyhorse Publishing. ص. 25–34. ISBN:978-1-60239-678-4. مؤرشف من الأصل في 2023-11-04. اطلع عليه بتاريخ 2012-02-22. Discusses racial quota in the NBA through the early 1960s.
- George، Nelson (1999). "Elevating the Game: Black Men and Basketball". U of Nebraska Press. ص. 139–43. ISBN:9780803270855. مؤرشف من الأصل في 2024-12-25. اطلع عليه بتاريخ 2012-08-02.
- Schneider-Mayerson، Matthew (2010). "'Too Black': Race in the 'Dark Ages' of the National Basketball Association". The International Journal of Sport and Society. مؤرشف من الأصل في 2023-11-04. اطلع عليه بتاريخ 2017-06-11.

## وصلات خارجية
- بطاقة تقرير الاتحاد الوطني لكرة السلة العنصري والجنساني على tidesport.org (بالإنجليزية)